# Der geliebte Adonis
Der geliebte Adonis ist eine Barock-Oper (Originalbezeichnung: „Singe-Spiel“) in drei Akten von Reinhard Keiser.
Das Libretto verfasste Christian Heinrich Postel nach einem Stoff aus der römischen (eigentlich phönikischen) Mythologie aus Ovids Metamorphosen. Es behandelt die Geschichte von Venus und Adonis.
Der geliebte Adonis ist die früheste vollständig erhaltene Oper Keisers. Er schrieb sie im ersten Jahr, nachdem er Kapellmeister der Hamburger Gänsemarktoper geworden war. Die Oper war zudem die erste Gemeinschaftsarbeit von Keiser und Postel, der in den folgenden Jahren Keisers Hauptlibrettist werden sollte.

## Handlung

### Erster Akt
Zu Beginn des ersten Aktes sucht Venus Rat bei der Meeresgottheit Proteus. Dieser prophezeit ihr, dass ihr Geliebter Adonis die Unsterblichkeit erlange. Sie dagegen werde sich nach dem Tod sehnen. Adonis solle jedoch vermeiden, auf die Jagd zu gehen.
Das ungleiche Paar aus einer Göttin und einem sterblichen Hirten wird von den anderen Charakteren um sein Glück beneidet. Der Kriegsgott Mars kann eine solche Beziehung nicht akzeptieren. In seiner Raserei sucht er Gelegenheit, den Hirten zu töten.
Der schöne Adonis hat neben Venus noch andere Verehrerinnen, darunter die Hirtinnen Eumene und Dryante. Eumene ihrerseits wird vom Hirten Philistus geliebt und hat Mühe, seine Avancen abzuwehren. Wegen ihrer unerwiderten Liebe zu Adonis vergießt Eumene Tränen. Dryantes Liebe dagegen wandelt sich in Hass. Sie verbündet sich mit dem zornigen Mars.
Schließlich gibt es noch als „lustige Person“ der Oper den fröhlichen Hirten Gelon, der die ganze Aufregung um Liebe, Trauer und Eifersucht nicht versteht. Er kommentiert das Geschehen und die Themen Liebe, Liebende und Frauen im Besonderen.

### Zweiter Akt
Philistus lädt Adonis zur Jagd ein, was dieser begeistert annimmt. Venus erinnert sich an die Warnung des Proteus und versucht vergeblich, ihren Liebhaber davon abzuhalten. Philistus und Adonis verabschieden sich von den anderen Anwesenden.

### Dritter Akt
Am Anfang des dritten Aktes streiten die weiblichen Charaktere Venus, Dryante und Eumene über die Liebe. Da bringt ein Bote die Nachricht von Adonis’ Tod. Ein wilder, von Mars aufgehetzter Eber hat den jungen Jäger getötet.
In ihrer unermesslichen Trauer wünscht sich Venus zu sterben. Als Göttin ist ihr das jedoch nicht möglich.
Als Dryante zugibt, dass sie mit Mars verbündet war, tötet Venus sie nicht, sondern verwandelt sie lebendig in eine Eiche. Schließlich sorgt sie dafür, dass Eumene ihren Verehrer Philistus nicht mehr abweist, sondern sich ebenfalls in ihn verliebt.
Venus’ Tränen verwandeln sich in Anemonen und Adonis’ Körper in einen Rosenstrauch, da die Rose die Königin der Blumen sei. So erlangt Adonis die vorhergesagte Unsterblichkeit.

## Aufführungsgeschichte
Das Werk wurde erstmals 1697 an der Hamburger Gänsemarktoper aufgeführt.
In neuerer Zeit wurde die Oper am 30. April 1999 in der Gutsscheune Stuhr-Varrel wieder aufgeführt. Thomas Ihlenfeldt hatte die musikalische Leitung der Capella Orlandi Bremen. Die Sänger waren Marietta Zumbült (Venus, Sopran), Ralf Popken (Adonis, Altus), Susanne Rydén (Eumene, Sopran), Mona Spägele (Dryante, Sopran), Jan Kobow (Philistus, Tenor), Knut Schoch (Gelon, Tenor) und Raimonds Spogis (Proteus und Mars, Bass). Ein Live-Mitschnitt dieser Aufführung ist auf CD erschienen.
Am 24. und 25. Januar 2008 wurde eine gekürzte Fassung des Werks im kleinen Saal der Glocke in Bremen mit dem Ensemble Weser-Renaissance Bremen unter der Leitung von Manfred Cordes aufgeführt. Inszeniert wurde die Aufführung von Markus Wulf und Gesa Wellmann. Sänger waren Ulrike Hofbauer (Sopran) als Venus, Franz Vitzthum (Altus) als Adonis und Dominik Wörner (Bass) als Mars sowie Monika Mauch (Sopran), Margaret Hunter (Sopran) und Knut Schoch (Tenor).
Im August 2016 wurde die Oper im Rahmen der Donaufestwochen im Strudengau im Arkadenhof Schloss Greinburg gegeben. Das Euridice Barockorchester der Anton Bruckner Privatuniversität Linz spielte in Kooperation mit dem L’Orfeo Barockorchester unter der musikalischen Leitung von Erich Traxler. Die Inszenierung stammte von Manuela Kloibmüller, Bühne und Kostüme von Isabella Reder. Es sangen Maria Weber (Venus), Marelize Gerber (Dryante), Anna Willerding (Eumene), Maria Weiss (Adonis), Markus Miesenberger (Gelon), Ulrich Cordes (Philistus) und Michael Wagner (Proteus).